# Volto Nascosto
Volto Nascosto è una miniserie scritta da Gianfranco Manfredi per la Sergio Bonelli Editore il cui debutto è avvenuto il 10 ottobre 2007.
La miniserie si compone di 14 volumetti intrecciati l'uno all'altro con l'intento di formare una sorta di grande graphic novel sul modello di Magico Vento, altra opera di Gianfranco Manfredi.
Tra i disegnatori lavorano alla serie anche Goran Parlov, creatore grafico dei personaggi e disegnatore del primo numero, Massimo Rotundo, autore anche delle copertine, Giuseppe Matteoni, Ersin Burak, artista turco alla prima esperienza bonelliana, Roberto Diso, Giovanni Freghieri, Alessandro Nespolino, Leomacs e Gigi Simeoni.

## Trama
La storia è ambientata verso la fine dell'Ottocento e si svolge tra Roma, l'Etiopia e l'Eritrea, colonia italiana d'Africa.
Il protagonista prende proprio il nome di Volto Nascosto, leggendario guerriero e profeta islamico con il volto coperto da una maschera d'argento il quale, nella storia, guida la resistenza etiope contro gli invasori stranieri (si tratta di un personaggio ispirato ad autentiche leggende islamiche). La serie però è corale, peculiarità piuttosto innovativa per la casa editrice milanese.
Intorno a Volto Nascosto si muovono:
- Ugo Pastore, un giovane onesto e leale, abile nell'uso della pistola che, dopo aver cambiato diversi impieghi, si adatta al ruolo di contabile presso uno studio notarile;
- Enea Pastore, padre di Ugo e rappresentante della ditta Caput Mundi;
- Menelik II (personaggio realmente esistito), re d'Etiopia, marito di Taitù;
- Taitù (personaggio realmente esistito), regina d'Etiopia, moglie di Menelik;
- Vittorio De Cesari, amico di Ugo, tenente di cavalleria di famiglia nobile, amante dell'avventura e grande dongiovanni;
- Matilde Sereni, una ragazza romana di famiglia benestante vittima di una malattia nervosa, amata da Ugo, anche se lei ama Vittorio (che però non la ricambia);
- Conte Antonelli, (personaggio realmente esistito), oltre ad essere il negoziatore italiano, qui il suo personaggio viene utilizzato anche come tutore di Matilde Sereni;
- Sandra Terenzi, damigella di Matilde, molto paziente, infatuata di Ugo;
- Sergente Franchi, uno degli eroi di Macallé, diventa amico di Vittorio successivamente incontrerà anche Ugo;
- Tenente Moltedo, anche lui uno degli eroi di Macallé, toscano, amico di Vittorio ed esperto in artiglieria, sopravviverà alla battaglia di Adua e viene fatto prigioniero da Volto Nascosto;
- Ejasu, braccio destro di Volto Nascosto, muore a seguito della battaglia di Macallé
- compaiono inoltre vari personaggi realmente esistiti etiopi ed italiani, vengono anche focalizzati alcuni episodi riguardanti gli ufficiali italiani durante la battaglia di Adua.

## Albi
Le avventure di Volto Nascosto sono uscite mensilmente nel consueto formato delle pubblicazioni bonelliane (brossurati di 16x21 cm, con una foliazione di 96 pagine).
Di seguito l'elenco degli albi che compongono la miniserie:
| N° | Titolo                    | Data           | Soggetto            | Sceneggiatura       | Disegni              | Copertina       |
| -- | ------------------------- | -------------- | ------------------- | ------------------- | -------------------- | --------------- |
| 1  | I predoni del deserto     | ottobre 2007   | Gianfranco Manfredi | Gianfranco Manfredi | Goran Parlov         | Massimo Rotundo |
| 2  | Briganti                  | novembre 2007  | Gianfranco Manfredi | Gianfranco Manfredi | Massimo Rotundo      | Massimo Rotundo |
| 3  | Amore e morte             | dicembre 2007  | Gianfranco Manfredi | Gianfranco Manfredi | Alessandro Nespolino | Massimo Rotundo |
| 4  | Amba Alagi                | gennaio 2008   | Gianfranco Manfredi | Gianfranco Manfredi | Ersin Burak          | Massimo Rotundo |
| 5  | La fortezza               | febbraio 2008  | Gianfranco Manfredi | Gianfranco Manfredi | Leomacs              | Massimo Rotundo |
| 6  | Gli eroi di Macallé       | marzo 2008     | Gianfranco Manfredi | Gianfranco Manfredi | Roberto Diso         | Massimo Rotundo |
| 7  | Il fantasma               | aprile 2008    | Gianfranco Manfredi | Gianfranco Manfredi | Giovanni Freghieri   | Massimo Rotundo |
| 8  | La strada per Adua        | maggio 2008    | Gianfranco Manfredi | Gianfranco Manfredi | Alessandro Nespolino | Massimo Rotundo |
| 9  | Pioggia di sangue         | giugno 2008    | Gianfranco Manfredi | Gianfranco Manfredi | Giuseppe Matteoni    | Massimo Rotundo |
| 10 | Il presidio               | luglio 2008    | Gianfranco Manfredi | Gianfranco Manfredi | Ersin Burak          | Massimo Rotundo |
| 11 | Il prigioniero di Menelik | agosto 2008    | Gianfranco Manfredi | Gianfranco Manfredi | Ersin Burak          | Massimo Rotundo |
| 12 | La liberazione            | settembre 2008 | Gianfranco Manfredi | Gianfranco Manfredi | Alessandro Nespolino | Massimo Rotundo |
| 13 | Medaglia d'oro            | ottobre 2008   | Gianfranco Manfredi | Gianfranco Manfredi | Gigi Simeoni         | Massimo Rotundo |
| 14 | Dietro la maschera        | novembre 2008  | Gianfranco Manfredi | Gianfranco Manfredi | Massimo Rotundo      | Massimo Rotundo |

## Seguito
In Shanghai Devil, serie in edicola dall'ottobre 2011 creato sempre da Gianfranco Manfredi, Ugo Pastore indosserà la maschera di Volto Nascosto durante la Ribellione dei Boxer.